# Sylvestre Nsanzimana
Sylvestre Nsanzimana, född den 5 januari 1936 i Gikongoroprovinsen, död 1999, var premiärminister i Rwanda från den 12 oktober 1991 till den 2 april 1992. Han var också utrikesminister åren 1969 till 1971.